# Philippe Pigouchet

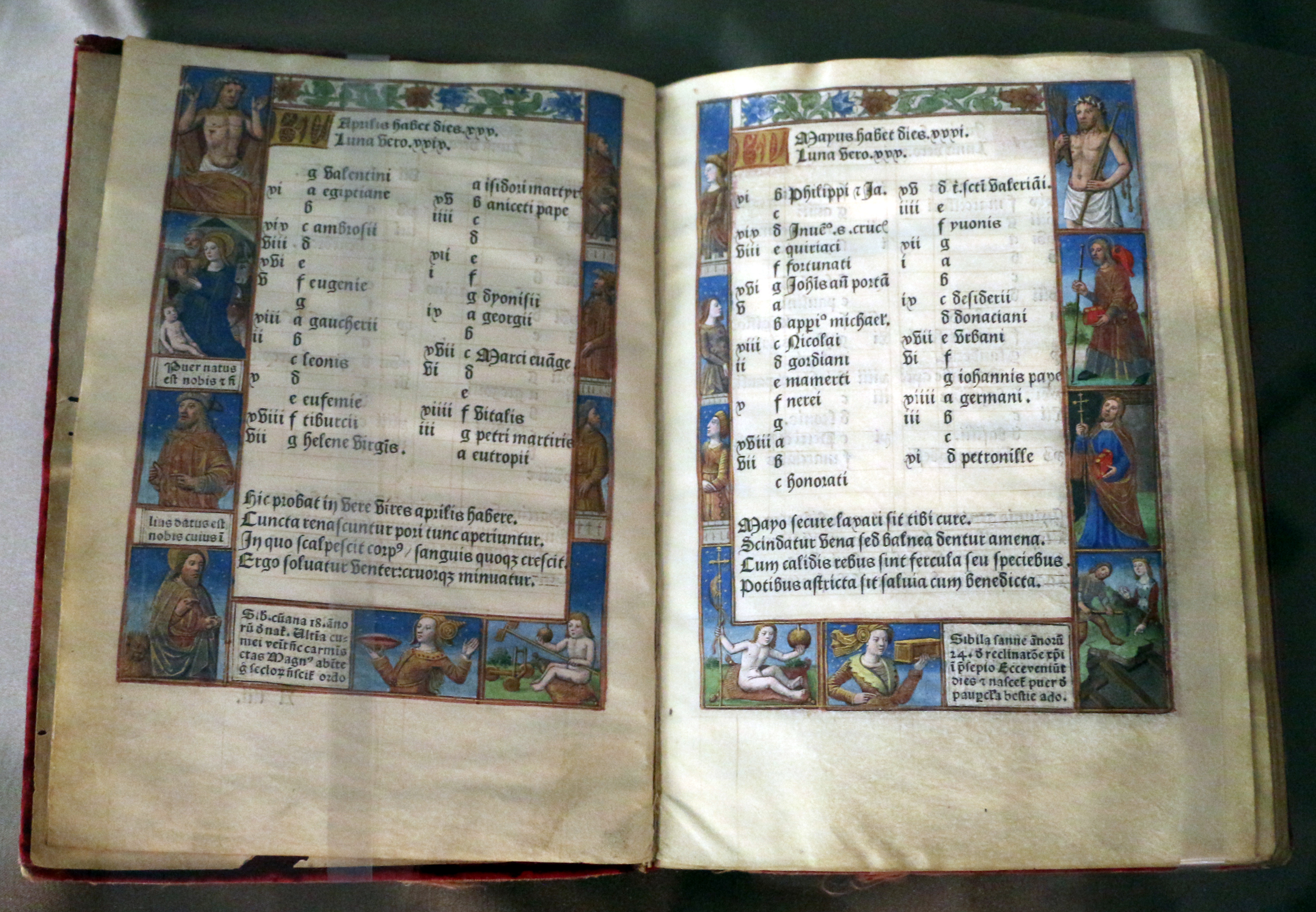
Stundenbuch (1491), Mailand, Biblioteca Trivulziana

Philippe Pigouchet (fl. 1488–1518) war ein französischer Drucker und Holzschnittkünstler.

## Bedeutung
Philippe Pigouchet war für seine gedruckten Stundenbücher bekannt. Von den insgesamt über 150 Drucken waren 90 Stundenbücher. Als Buchdrucker und Graphiker führte Pigouchet die Criblé-Techhnik ein, bei der dunkle Areale des Holzdrucks mit weißen Punkten versehen wurden und auf diese Weise das Aussehen der Seite belebten. Sein Signet lautet PP. 
Philippe Pigouchets Zusammenarbeit mit Simon Vestre, einem Buchhalter und Verleger, dauerte 18 Jahre an. In dieser Zeit produzierte das Duo hunderte von Stundenbüchern für den europäischen Markt. 
Die Offizin in Paris wurde von seinem Lehrling und Schwiegersohn Pierre Attaingnant fortgeführt.

## Stundenbücher
Durch deutsche und italienische Buchdekors beeinflusst, waren die Stundenbücher aus der Offizin Pigouchets aufgrund ihrer zahlreichen Bezüge zur Buchmalerei des 15. Jahrhunderts in Illustrationen und Schriftart beliebt. Ein Stundenbuch etwa ist mit 23 großen Schnitten sowie ornamentierten Bordüren auf jeder der 144 Seiten verziert. Pigouchet und Vostre stellten das Stundenbuch für Cambrai und Besançon zusammen. Alle Stundenbücher wurden auf Pergament gedruckt und manuell mit Gold, Silber und Farben versehen, sodass sie optisch an die teuren Manuskripte ihrer Zeit anschlossen.
Auch druckte Pigouchet das einzige außerhalb Englands angefertigte Exemplar eines Stundenbuchs ad usum Sarum (1494) für den in Rouen ansässigen Buchhändler Jena Richard.
Im Besitz der Princeton University befinden sich heute sechs Ausgaben solcher Stundenbücher. Sie enthalten 16 große Metallschnitte und zahlreiche weitere Illustrationen.